# Hydrazin
Hydrazin là một hợp chất vô cơ với công thức hóa học N2H4. Nó có màu trong suốt và có mùi khai như ammonia. Nó được sử dụng rộng rãi trong tổng hợp hóa học và là một thành phần trong nhiên liệu tên lửa. Nó có thể làm bị thương hoặc gây chết người; hydrazin có một mật độ chất lỏng tương tự như nước.